# Pusu (Manggeng)
Pusu is een bestuurslaag in het regentschap Aceh Barat Daya van de provincie Atjeh, Indonesië. Pusu telt 703 inwoners (volkstelling 2010).